# (10199) Cariclo
(10199) Cariclo o Chariklo es un planeta menor o planetoide que se encuentra entre las órbitas de Saturno y Urano a 16 UA de distancia media del Sol. Es parte del grupo de cuerpos celestes conocido como Centauros. Se caracteriza por tener un sistema de dos anillos planetarios y ser el objeto celeste más pequeño del que se tiene evidencia que los posee.
Fue descubierto por James V. Scotti, miembro del programa de detección de planetas menores (Spacewatch) el 15 de febrero de 1997, y se le asignó, como denominación provisional, 1997 CU26. Su nombre definitivo proviene de la ninfa Cariclo que, según la mitología griega, fue la esposa de Quirón e hija de Apolo; de esta manera se sigue la tradición de nombrar todos estos objetos con nombres de centauros o relacionados con ellos.
Las observaciones infrarrojas han detectado la existencia de hielo en su superficie.

## Tamaño

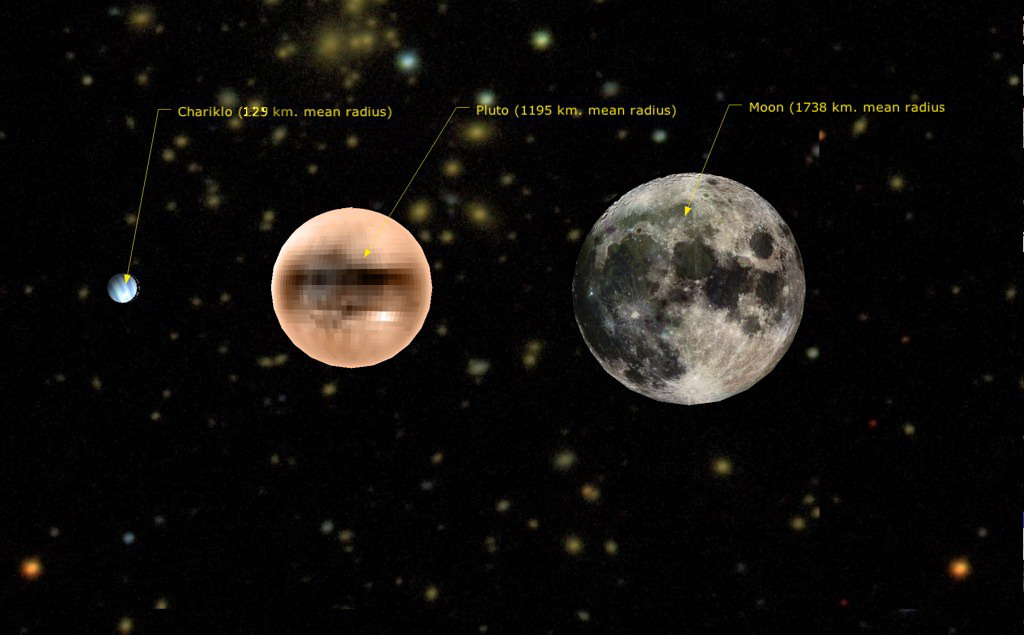
Cariclo en comparación con Plutón y la Luna.

Con una magnitud absoluta de 6.4 y un albedo de 0.06, Cariclo es el mayor representante del grupo de asteroides de los centauros conocidos hasta el momento, con un diámetro estimado de 258 km seguido de Quirón (230km / magnitud=6.5 / albedo=0.07) y Folo (200km /magnitud =7 / albedo = 0.046).

## Órbita
Se cree que los centauros se originaron en el cinturón de Kuiper y se encuentran en órbitas dinámicamente inestables que pueden llevar a la eyección del sistema solar, a un impacto con un planeta o el Sol, o a su evolución en un cometa de periodo corto.
La órbita de Cariclo es más estable que la de Neso, Quirón y Folo. Cariclo se encuentra a 0.09 AU de Urano en una resonancia 4:3 y se estima que la vida media de su órbita es de unos 10.3 Mega años. Simulaciones orbitales de veinte clones de Cariclo sugieren que Cariclo puede empezar a no llegar regularmente a una distancia de 3 AU (450 Gm) de Urano en los próximos treinta mil años.
En las oposiciones perihélicas de 2003-2004, Cariclo tuvo una magnitud aparente de +17.7 [10]. A partir de 2012, Cariclo se encuentra a 14.1 AU del Sol.

## Sistema de anillos
En junio de 2013 el tránsito del planetoide por delante de una estrella (UCAC4 248-1088672) hizo posible observar por parte de un equipo internacional de investigadores, desde ocho enclaves distintos, que Cariclo posee a su alrededor un sistema de dos anillos de gran densidad de 7 y 3 kilómetros de anchura respectivamente, separados por una zona estrecha y oscura de 9, algo nunca observado hasta entonces en lo que respecta a este tipo de rocas espaciales. Sus radios orbitales son de 391 y 405 kilómetros. Este tipo de anillos parece haberse formado a partir de los restos de una colisión que quedaron confinados en los dos estrechos anillos por la presencia de al menos una pequeña luna pastora. Por eso se ha conjeturado que puede poseer uno o más satélites. El equipo nombró provisoriamente a los anillos como Oiapoque y Chuí, dos ríos en los extremos norte y sur de Brasil.
La forma elongada de Cariclo junto con su periodo corto de rotación puede limpiar el material inicialmente en un disco ecuatorial mediante resonancias entre la rotación del cuerpo y las partículas del disco. Este mecanismo explica por qué los anillos se encuentran relativamente lejos del cuerpo principal.
Es posible que (2060) Quirón también tenga un par similar de anillos.

## Cariclo en la literatura de ciencia ficción
Cariclo no ha pasado desapercibido para algunos autores. "Estraperlo" de Juan Manuel Samaniego Ocaña narra el escenario resultante en la Tierra después de que el planetoide abandonara misteriosamente su órbita e impactara colosalmente contra la Luna.
Estraperlo se desarrolla en un contexto de Ciencia ficción y conflicto bélico en el que el protagonista narra su experiencia de resistencia y lucha en un mundo devastado. La trama aborda temas como la supervivencia, la guerra, la esperanza, y la venganza, mientras la figura principal reflexiona sobre su vida, sus relaciones familiares, y su papel en la lucha contra un enemigo superior. La novela también incluye elementos de la historia personal del protagonista y sus conexiones con otros personajes, así como sus pensamientos y sentimientos en medio de la guerra.